# Пам'ятник Тарасові Шевченку (Ковалівка, Кропивницький)
Пам'ятник Тарасові Шевченку на Ковалівці в Єлисаветграді (нині Кропивницький) — пам'ятник видатному українському поетові та мислителю Тарасові Григоровичу Шевченку у мікрорайоні Ковалівка у місті Кропивницький.

## Загальні дані
Ковалівський пам'ятник Тарасові Шевченку був розташований у садку Єлисаветградського ремісничо-грамотного училища на Ковалівці. Нині в приміщенні училища Центральноукраїнський державний будинок художньої та технічної творчості (вулиця Вокзальна, 14). 
Ініціатор спорудження пам'ятника видатний український освітній і культурний діяч, меценат, викладач Єлисаветградського кавалерійського юнкерського училища, співзасновник Єлисаветградського ремісничо-грамотного училища Микола Федорович Федоровський (1838-1918). Творці пам'ятника - учні Єлисаветградського ремісничо-грамотного училища.

## Опис
Пам'ятник являв собою земляну могилу, що періодично досипалася і виросла у великий курган.
Пам'ятник збудований у дусі "Заповіту" Тараса Шевченка, де він написав, щоб вшанували його, поховавши на могилі. Традиція насипати могилу в пам'ять про народного героя притаманна курганним культурам в Україні протягом тисячоліть. 

## З історії пам'ятника
Пам'ятник "Могила Шевченку" створено до 10-річчя смерті Тараса Шевченка у 1871 році. Могила неодноразово досипалася. Вона є першим пам'ятником Тарасові Шевченку у світі. Могила, обсаджена деревами та квітами простояла до 1950-х років.

## Цікаво знати
Протягом 1872-1874 років у Єлисаветградському юнкерському училищі навчався троюрідний небіж Тараса Шевченка Йосип Варфоломійович Шевченко. Йосип Шевченко та Микола Федоровський були добре знайомі. Вони разом з Марком Кропивницьким та братами Тобілевичами брали участь в аматорському театральному гуртку при Єлисаветградському ремісничо-грамотному училищі, зокрема підготували прем'єру "Вечорниць" Петра Ніщинського у 1875 році.